# Funcție mărginită

O ilustrare schematică a unei funcții mărginite (cu roșu) și a uneia nemărginite (cu albastru). Intuitiv, graficul unei funcții mărginite rămâne într-o bandă orizontală, în timp ce graficul unei funcții nemărginite nu.

În matematică o funcție f reală sau complexă, definită pe o mulțime X, este mărginită dacă mulțimea valorilor funcției este mărginită. Cu alte cuvinte, există un număr real M astfel încât
{\displaystyle |f(x)|\leq M}
pentru orice {\displaystyle x\in X}. Despre o funcție care nu este mărginită se spune că este nemărginită.
Dacă f are valoare reală și f(x) ≤ A pentru orice x din X, atunci se spune că funcția este mărginită superior de A. Dacă f(x) ≥ B pentru orice x din X, atunci se spune că funcția este mărginită inferior de B. O funcție reală este mărginită dacă și numai dacă este mărginită atât superior, cât și inferior.
Un caz particular important este un șir mărginit, unde X este considerat ca fiind mulțimea N de numere naturale. Astfel, un șir f = (a0, a1, a 2, ...) este mărginit dacă există un număr real M astfel încât
{\displaystyle |a_{n}|\leq M}
pentru orice număr natural n.
Definiția mărginirii poate fi generalizată la funcțiile f : X → Y care iau valori într-un spațiu mai general Y prin necesitatea ca imaginea f(X) să fie o mulțime mărginită în Y.

## Exemple
- Funcția sinus : {\displaystyle \mathbb {R} \rightarrow \mathbb {R} } este mărginită deoarece {\displaystyle |\sin(x)|\leq 1} pentru orice {\displaystyle x\in \mathbb {R} }.[3][4]
- Funcția {\displaystyle f(x)=(x^{2}-1)^{-1}}, definită pentru orice x real cu excepția lui −1 și 1, este nemărginită. Cînd x se apropie de −1 sau de 1, valorile absolute ale acestei funcții cresc. Această funcție poate fi mărginită dacă se limitează domeniul ei, de exemplu la [2, ∞) sau (−∞, −2].
- Funcția {\textstyle f(x)=(x^{2}+1)^{-1}}, definită pentru orice x real, este mărginită, deoarece {\textstyle |f(x)|\leq 1} pentru orice x.
- Funcția arctangentă, definită drept: {\textstyle y=\operatorname {arctg} (x)} sau {\textstyle x=\operatorname {tg} (y)} este monoton crescătoare pentru orice x real și mărginită de {\textstyle -{\frac {\pi }{2}}<y<{\frac {\pi }{2}}} radiani.[5]
- Conform teoremei valorilor extreme⁠(d), orice funcție continuă pe un interval închis, cum ar fi {\displaystyle f:[0,1]\to \mathbb {R} ,} este mărginită.[6] În general, orice funcție continuă pe un spațiu compact într-un spațiu metric este mărginită.
- Toate funcțiile complexe {\displaystyle f:\mathbb {C} \to \mathbb {C} } care sunt întregi sunt fie nemărginite, fie constante ca o consecință a teoremei lui Liouville⁠(d).[7] În particular, funcția complexă {\displaystyle \sin :\mathbb {C} \to \mathbb {C} } trebuie să fie nemărginită deoarece este întreagă.
- Funcția {\displaystyle f} care ia valoarea 0 pentru x rațional și 1 pentru x irațional este mărginită. Deci o funcție nu trebuie să fie „frumoasă” pentru a fi mărginită. Mulțimea tuturor funcțiilor mărginite definite pe [0, 1] este mult mai mare decât mulțimea funcțiilor continue din acel interval. În plus, funcțiile continue nu trebuie să fie mărginite; de exemplu, funcțiile {\displaystyle g:\mathbb {R} ^{2}\to \mathbb {R} } și {\displaystyle h:(0,1)^{2}\to \mathbb {R} } definite prin {\displaystyle g(x,y):=x+y} și {\displaystyle h(x,y):={\frac {1}{x+y}}} sunt ambele continui, dar niciuna nu este mărginită.[8] (Totuși, o funcție continuă trebuie să fie mărginită dacă domeniul său este atât închis, cât și mărginit.[8])